# Carsten Bunk
Carsten Bunk (* 29. Februar 1960 in Berlin) ist ein ehemaliger  Ruderer aus der Deutschen Demokratischen Republik. 1980 gelang ihm im Doppelvierer der Olympiasieg.
Von 1975 bis 1977 siegte Carsten Bunk vom SC Berlin-Grünau bei der Spartakiade im Einer. Nach Silber bei den Junioren-Weltmeisterschaften 1977 erruderte Bunk ein Jahr später den Titel. 1980 gewann Bunk die DDR-Meisterschaft im Einer vor Frank Dundr. Bei den Olympischen Spielen 1980 startete der DDR-Doppelvierer in der Besetzung Frank Dundr, Carsten Bunk, Uwe Heppner und Martin Winter und gewann Gold mit anderthalb Sekunden Vorsprung auf das sowjetische Boot. Für diesen Erfolg wurde er mit dem Vaterländischen Verdienstorden in Silber ausgezeichnet. 1981 belegte Bunk noch einmal den dritten Platz bei der DDR-Meisterschaft im Einer.
Carsten Bunk hatte ein Medizinstudium angefangen, das er aber abbrach. Später eröffnete er eine Pension in Rathen in der Sächsischen Schweiz.